# Love Live! Superstar!!
Love Live! Superstar!! (ラブライブ! スーパースター!!, Rabu Raibu! Sūpāsutā!!) est un projet multimédia développé par la marque ASCII Media Works de Kadokawa, le label musical Lantis et le studio d'animation Sunrise. C'est le quatrième volet de la franchisse après Love Live!, Love Live! Sunshine!! et Love Live! Nijigasaki High School Idol Club.

## Synopsis
Le lycée pour filles Yuigaoka est un nouvel établissement qui a été érigé entre les quartiers de Harajuku, Omotesandō et Aoyama à Tokyo. Toutes les élèves sont donc en première année. L'histoire se concentre sur cinq d'entre elles qui vont créer un groupe de School Idols.

## Personnages

### Liella!

#### Première génération
Kanon Shibuya (澁谷 かのん, Shibuya Kanon)
Voix japonaise : Sayuri Date
Un quart espagnole par sa grand-mère, son père travaille comme interprète. Elle aide sa mère à gérer son café. Elle aime beaucoup chanter et jouer de la guitare mais elle a du mal à gérer la pression en public. C'est pour cette raison qu'elle a échoué à l'examen d'entrée de la filière musicale de Yuigaoka.
Tang Keke (唐 可可, Tan Kuukuu)
Voix japonaise : Liyuu
Keke est originaire de Shanghai. Elle a récemment emménagé au Japon avec sa mère Pour devenir school idol. Elle détient le certificat JLPT N1.
Chisato Arashi (嵐 千砂都, Arashi Chisato)
Voix japonaise : Nako Misaki
Amie d'enfance de Kanon. Elle aime la danse mais elle a décidé de devenir une school idol à la place. Elle travaille à temps partiel dans un restaurant de takoyaki.
Sumire Heanna (平安名 すみれ, Heanna Sumire)
Voix japonaise : Naomi Payton
Elle habite dans un sanctuaire respecté proche du lycée Yuigaoka. Elle est dans le monde du divertissement depuis son enfance, et a plusieurs talents cachés. Son slogan est Galaxy (ギャラクシー).
Ren Hazuki (葉月 恋, Hazuki Ren)
Voix japonaise : Nagisa Aoyama
Fille de la fondatrice de l'école Yuigaoka. Elle est polie, disciplinée et connue pour sa personnalité stricte. Au départ, elle est hostile envers le club. Il est révélé que sa mère Hana était décédée des suites d'une maladie et que l'attitude dure de Ren provenait d'une idée fausse selon laquelle Hana avait regretté d'être devenue une school idol.

#### Seconde génération
Kinako Sakurakoji (桜小路 きな子, Sakurakōji Kinako)
Voix japonaise : Nozomi Suzuhara
Une étudiante de première année originaire d'Hokkaido qui a décidé de devenir idole après avoir vu Liella!.
Mei Yoneme (米女 メイ, Yoneme Mei)
Voix japonaise : Akane Yabushima
Étudiante de première année souvent incomprise à cause de ses « yeux effrayants ».
Shiki Wakana (若菜 四季, Wakana Shiki)
Voix japonaise : Wakana Ōkuma
Shiki est une étudiante de première année qui fait partie du club de sciences.
Natsumi Onitsuka (鬼塚 夏美, Onitsuka Natsumi)
Voix japonaise : Aya Emori
Une streameuse populaire qui a décidé de devenir une idole de l'école pour obtenir plus de fans et d'argent.

#### Troisième génération
Wien Margarete (ウィーン・マルガレーテ)
Voix japonaise : Yuina
Ancienne rivale de Liella! apparaissant dans la saison 2. Elle intégrera Yuigaoka et Liella! dans la 3e saison.
Tomari Onitsuka (鬼塚 冬毬, Onitsuka Tomari)
Voix japonaise : Sakura Sakakura
Sœur de Natsumi. Elle intégrera Yuigaoka et Liella! dans la 3e saison.
| Nom                                     | Doubleuse                    | Anniversaire | Année | Couleur     | Sous-groupe  |
| --------------------------------------- | ---------------------------- | ------------ | ----- | ----------- | ------------ |
| Kanon Shibuya (澁谷 かのん)             | Sayuri Date (伊達さゆり)     | 1er mai      | 3e    | Orange      | CatChu!      |
| Tang Keke (唐 可可)                     | Liyuu (黎狱)                 | 17 juillet   | 3e    | Bleu pastel | KALEIDOSCORE |
| Chisato Arashi (嵐 千砂都)              | Nako Misaki (岬なこ)         | 25 février   | 3e    | Rose peche  | 5yncri5e!    |
| Sumire Heanna (平安名 すみれ)           | Naomi Payton (ペイトン 尚未) | 28 septembre | 3e    | Vert melon  | CatChu!      |
| Ren Hazuki (葉月 恋)                    | Nagisa Aoyama (青山なぎさ)   | 24 novembre  | 3e    | Bleu        | KALEIDOSCORE |
| Kinako Sakurakoji (桜小路 きな子)       | Nozomi Suzuhara (鈴原希実)   | 10 avril     | 2e    | Jaune       | 5yncri5e!    |
| Mei Yoneme (米女 メイ)                  | Akane Yabushima (薮島朱音)   | 29 octobre   | 2e    | Rouge       | CatChu!      |
| Shiki Wakana (若菜 四季)                | Wakana Ōkuma (大熊和奏)      | 17 juin      | 2e    | Vert-bleu   | 5yncri5e!    |
| Natsumi Onitsuka (鬼塚 夏美)            | Aya Emori (絵森彩)           | 7 août       | 2e    | Rose        | 5yncri5e!    |
| Wien Margarete (ウィーン・マルガレーテ) | Yuina (ゆいな)               | 20 janvier   | 1e    | Violet      | KALEIDOSCORE |
| Tomari Onitsuka (鬼塚 冬毬)             | Sakura Sakakura (坂倉 花)    | 28 décembre  | 1e    | Bleu pâle   | 5yncri5e!    |

### Sunny Passion
Groupe rival de Liella!, surnommé Sanipa. Il est constitué de deux élèves du lycée de Kozushima. Durant la seconde saison, il est dit qu'elles sont en dernière année.
Yuna Hijirisawa (聖澤 悠奈, Hijirisawa Yuna)
Voix japonaise : Chihaya Yoshitake
Mao Hiiragi (柊 摩央, Hiiragi Mao)
Voix japonaise : Yuna Yuki

### Autres personnages
Aria Shibuya (澁谷 ありあ, Shibuya Aria)
Voix japonaise : Akane Matsunaga
Aria est la sœur cadette de Kanon. Elle aide également sa mère à tenir son café.
Nanami (ななみ), Yae (やえ), Kokono (ここの)
Camardes de classe de Kanon, et principaux soutiens de Liella. Au cours de la seconde saison, Nanami a été invitée par Kanon à devenir la trésorière du conseil étudiant.
Note : la première syllabe de leurs prénoms "Nana", "Ya" et "Koko" peuvent se lire "7", "8" et "9".

## Développement
En janvier 2020, une nouvelle adaptation animée a été annoncée, distincte de Love Live! Nijigasaki High School Idol Club. Une audition pour les actrices principales devait avoir lieu le 12 mars 2020, mais a été reportée en raison de la pandémie de Covid-19. Le nom de l'école, qui a été décidé par vote, a été annoncé en mai 2020 : Yuigaoka (結ヶ丘女子高等学校, Yuigaoka Joshi Kōtō Gakkō). Les noms des cinq personnages principaux ont également été annoncés en même temps : Kanon Shibuya, Tang Keke, Chisato Arashi, Sumire Heanna et Ren Hazuki. 
Le nom du projet, « Love Live! Superstar!! », a été révélé en juillet dans le magazine exclusif de la série Love Live!. En septembre, le nom du groupe, Liella! a également été choisi par vote des fans parmi 16 options. Le casting des cinq personnages principaux a été révélé en décembre 2020 : Sayuri Date, Liyuu, Nako Misaki, Naomi Payton et Nagisa Aoyama. Date et Aoyama sont celles qui ont réussi l'audition qui a eu lieu plus tôt dans l'année.
Le premier single du groupe, Hajimari wa kimi no sora (始まりは君の空), sort au printemps 2021. Le single comprend un clip animé.

## Anime
La série télévisée est animée par Bandai Namco Filmworks et réalisée par Takahiko Kyogoku, avec Jukki Hanada au scénario et Atsushi Saito à la conception des personnages. Yoshiaki Fujisawa revient de son travail sur Love Live! School Idol Project pour composer la musique. La série a été diffusée du 11 juillet au 17 octobre 2021. Funimation a licencié la série pour l'internationale, ADN ayant récupéré les droits pour les pays francophones. Liella! interprète à la fois les thèmes de début et de fin, intitulés respectivement Start!! True Dreams et Mirai wa kaze no yō ni.
Le 24 octobre 2021, il a été annoncé lors d'un événement de projection en direct de la première saison qu'une deuxième saison était actuellement en production. L'annonce a été diffusée sur le site officiel de Love Live! et la chaîne YouTube de la série peu de temps après l'événement. La deuxième saison est diffusée à partir du 17 juillet 2022. Elle introduit quatre nouveaux personnages.

## Musique
| Titre                                                                                 | Artiste(s)     | Date de sortie    | Top Oricon | Notes                                             |
| ------------------------------------------------------------------------------------- | -------------- | ----------------- | ---------- | ------------------------------------------------- |
| Hajimari wa kimi no sora (始まりは君の空)                                             | Liella!        | 7 avril 2021      | 2          | 1er single de Liella!                             |
| MIRACLE NEW STORY                                                                     | Liella!        | 17 mai 2023       | 7          | Single pour le jeu Love Live! SIF2 MIRACLE WAVE   |
| Shekira (シェキラ☆☆☆)                                                                 | Liella!        | 10 janvier 2024   | 1          | Thème du Liella! 5th LoveLive! - Twinkle Triangle |
| Singles de l'animé                                                                    |                |                   |            |                                                   |
| START!! True dreams                                                                   | Liella!        | 21 juillet 2021   | 6          | Générique de début (saison 1)                     |
| Mirai ha kaze no yō ni (未来は風のように)                                             | Liella!        | 4 août 2021       | 6          | Générique de fin (saison 1)                       |
| Mirai Yoho Hallelujah (未来予報ハレルヤ!) / Tiny Stars                                | Liella!        | 25 août 2021      | 6          | Episodes 1 et 3                                   |
| Tokonatsu Sunshine (常夏☆サンシャイン) / Wish Song                                    | Liella!        | 29 septembre 2021 | 4          | Episodes 6 et 8                                   |
| Nonfiction (ノンフィクション!!) / Starlight Prologue                                  | Liella!        | 20 octobre 2021   | 3          | Episodes 10 et 12                                 |
| HOT PASSION!!                                                                         | Sunny Passion  | 2 février 2022    | 6          |                                                   |
| WE WILL!!                                                                             | Liella!        | 3 août 2022       | 4          | Générique de début (saison 2)                     |
| Oikakeru Yume no Saki de (追いかける夢の先で)                                         | Liella!        | 10 août 2022      | 2          | Générique de fin (saison 2)                       |
| Welcome to Bokura no Sekai (Welcome to 僕らのセカイ) / Go!! Restart (Go!! リスタート) | Liella!        | 17 août 2022      | 3          | Episodes 1 et 3                                   |
| Vitamin SUMMER! (ビタミンSUMMER！) / Chance Day, Chance Way!                          | Liella!        | 21 septembre 2022 | 5          | Episodes 6 et 8                                   |
| Sing! Shine! Smile! / Mirai no oto ga kikoeru (未来の音が聴こえる)                    | Liella!        | 19 octobre 2022   | 8          | Episodes 10 et 12                                 |
| Butterfly Wing / Edelstein                                                            | Wien Margarete | 30 novembre 2022  | 18         |                                                   |
| Let's be ONE                                                                          | Liella!        | 23 octobre 2024   | 7          | Générique de début (saison 3)                     |
| DAISUKI FULL POWER                                                                    | Liella!        | 23 octobre 2024   | 8          | Générique de fin (saison 3)                       |
| Bubble Rise / Special Color                                                           | Liella!        | 13 novembre 2024  | 7          | Episodes 2 et 3                                   |
| Zettaiteki Lover (絶対的LOVER) / Dazzling Game                                        | Liella!        | 11 décembre 2024  | 6          | Episodes 6 et 8                                   |
| Egao no Promise (笑顔のPromise) / Superstar!! (スーパースター!!)                      | Liella!        | 8 janvier 2025    | 4          | Episodes 10 et 11                                 |
| Hajimari wa kimi no sora (始まりは君の空) - 11 Ver. -                                 | Liella!        | 15 janvier 2025   | 9          | Episode 12                                        |

| Titre        | Date de sortie | Top Oricon |
| ------------ | -------------- | ---------- |
| CatChu!      |                |            |
| Distortion   | 24 avril 2024  | 11         |
| 5yncri5e!    |                |            |
| Jellyfish    | 24 avril 2024  | 12         |
| KALEIDOSCORE |                |            |
| Neutral      | 24 avril 2024  | 10         |

| Titre                | Artiste(s)                                          | Date de sortie   | Top Oricon |
| -------------------- | --------------------------------------------------- | ---------------- | ---------- |
| LIVE with a smile!   | Aqours, Nijigasaki Gakuen School Idol Club, Liella! | 3 novembre 2021  | 3          |
| not ALONE not HITORI | Aqours, Nijigasaki Gakuen School Idol Club, Liella! | 24 novembre 2021 | 3          |

| Titre                                            | Artiste(s) | Date de sortie  | Top Oricon |
| ------------------------------------------------ | ---------- | --------------- | ---------- |
| Liella! no uta                                   | Liella!    | 27 octobre 2021 | 14         |
| What a Wonderful Dream!!                         | Liella!    | 2 mars 2022     | 3          |
| Liella! no uta 2                                 | Liella!    | 26 octobre 2022 | 19         |
| Second Sparkle                                   | Liella!    | 15 mars 2023    | 3          |
| Liella! Unit Mini-Album: Jump Into the New World | Liella!    | 2 août 2023     | 9          |
| Liella! no uta 3                                 | Liella!    | 29 janvier 2025 | 12         |
| Aspire                                           | Liella!    | 28 mai 2025     | 6          |

| BD volume | Titre                          | Artiste(s)                   | Date de sortie |
| Saison 1  | Saison 1                       | Saison 1                     | Saison 1       |
| --------- | ------------------------------ | ---------------------------- | -------------- |
| 1         | Kokoro Kirarara (心キラララ)   | Kanon Shibuya (Sayuri Date)  | 28/09/2021     |
| 2         | Oh! Ready Steady Positive      | Tang Keke (Liyuu)            | 27/10/2021     |
| 3         | Yuuki no Kakera (勇気のカケラ) | Chisato Arashi (Nako Misaki) | 26/11/2021     |
| 4         | Heroine's☆Runway               | Sumire Heanna (Naomi Payton) | 24/12/2021     |
| 5         | Reverb                         | Ren Hazuki (Nagisa Aoyama)   | 26/01/2022     |
| 6         | Tu Tu Tu! (トゥ トゥ トゥ！)   | Liella!                      | 25/02/2022     |

| Titre             | Artiste(s)                                     | Date de sortie  | Notes |
| ----------------- | ---------------------------------------------- | --------------- | ----- |
| Sagashite! Future | Liella!                                        | 25 février 2022 | -     |
| HAPPY TO DO WA!   | Tang Keke, Sumire Heanna et Ren Hazuki         | 25 février 2022 | -     |
| Stella!           | Kanon Shibuya, Chisato Arashi et Sumire Heanna | 25 février 2022 | -     |
| Kawaranai Subete  | Kanon Shibuya et Chisato Arashi                | 25 février 2022 | -     |
| Crescendo Yu・Ra  | Tang Keke et Ren Hazuki                        | 25 février 2022 | -     |

| Titre                                                                          | Artiste(s)                | Date de sortie    | Format | Top Oricon |
| ------------------------------------------------------------------------------ | ------------------------- | ----------------- | ------ | ---------- |
| Love Live! Superstar!! Liella! First Love Live! Tour ～Starlines～             | Liella!                   | 6 juillet 2022    | BD     | 8          |
| LoveLive! Series Presents COUNTDOWN LoveLive! 2021→2022 ～LIVE with a smile!～ | Aqours, Nijigaku, Liella! | 14 septembre 2022 | BD     | 4          |
| Love Live! Superstar!! Liella! 2nd LoveLive! ～What a Wonderful Dream!!～'     | Liella!                   | 18 janvier 2023   | BD     | 11         |

### Annotations
1. ↑  En 1e année durant la saison 1 et en 2e année durant la saison 2
2. ↑  En 1e année durant la saison 2
3. ↑  En achetant le coffret de la saison 1 de l'anime dans les magasins A-on STORE.
4. ↑  En achetant le coffret de la saison 1 de l'anime dans les magasins  Animate
5. ↑  En achetant le coffret de la saison 1 de l'anime dans les magasins Gamers
6. ↑  En achetant le coffret de la saison 1 de l'anime dans les magasins Sofmap × Animega
7. ↑  En achetant le coffret de la saison 1 de l'anime dans les magasins Books Rakuten

### Sources
1. ↑  (ja) « Love Live! Superstar!! : Story », 4 août 2025 (consulté le 4 août 2025)
2. ↑  (en) « L'école des personnages du nouveau Love Live! se dévoile en vidéo », sur Anime News Network
3. ↑  (en) « Le nouveau projet Love Live! confirme son titre définitif : Love Live! Superstar!! », sur Anime News Network
4. ↑  (en) « Le groupe du nouvel anime Love Live! Superstar!! s'appelle « Liella » », sur Anime News Network
5. ↑  (en) « Cinq nouveaux noms viennent compléter le casting de Love Live! Superstar!! », sur Anime News Network
6. ↑  (ja) « Liella!キャスト5名発表！ 2021年春にデビューシングルリリース決定!! », sur Site officiel
7. ↑  (ja) « 『ラブライブ!スーパースター!!』「始まりは君の空」みんなで叶える物語盤【BD付】 », sur oricon
8. ↑  (ja) « START!! True dreams », sur oricon
9. ↑  (ja) « 未来は風のように | Liella! », sur ORICON NEWS (consulté le 19 août 2021)